# Titularbistum Litterae
Litterae (ital.: Lettere) ist ein Titularbistum der römisch-katholischen Kirche.
Es geht zurück auf einen untergegangenen Bischofssitz in der Region Kampanien an der Westküste der Italienischen Halbinsel unweit der heutigen Stadt Lettere. Es war Suffraganbistum von Amalfi.
| Titularbischöfe von Litterae |                                                 |                                       |                   |               |
| Nr.                          | Name                                            | Amt                                   | von               | bis           |
| 1                            | Giovanni Battista Cesana MCCJ                   | Apostolischer Vikar von Gulu (Uganda) | 19. Dezember 1968 | 12. Juni 1991 |
| 2                            | Luigi Travaglino Titularerzbischof pro hac vice | Kurienerzbischof                      | 4. April 1992     |               |